# ياسمين لاري
ياسمين لاري (ولدت في 1941، الأردية: یاسمین لاری) هي أول مهندسة معمارية في باكستان.

## المراحل المبكره من حياتها
ولدت ياسمين لاري في بلدة ديرا غازي خان وأمضت السنوات الأولى في وحول لاهور. والدها، ظفر احسان كان ضابط في الخدمة المدنية الهندية كانوا يعملون في المشاريع التنموية الكبرى في لاهور وغيرها من المدن وتوجهت ياسمين لاري إلى العمارة من خلال والدها. شقيقتها هي السياسية الباكستانية نسرين جليل. عندما كان عمرها 15 عاما، غادرت باكستان للذهاب إلى لندن مع عائلتها. في البداية هناك لقضاء عطلة، وقالت انها وإخوتها انتهى بهم الأمر التسجيل في المدرسة في لندن. بناء على رفض مدرسة الهندسة المعمارية لها حيث أنها غير قادرة على الرسم، درست ياسمين لاري الفنون لعامين في لندن واخيرا تم قبولها في مدرسة أكسفورد للهندسة المعمارية.

## سيرتها المهنية
- بعد التخرج من كلية أكسفورد للهندسة المعمارية في عام (1964)، في سن ال 23، عادت لاري إلى باكستان مع زوجها، انتسبت لاري في كراتشي، السند، باكستان.[5] حيث أصبحت أول مهندسة بين اثني عشر مهندس معماري في باكستان.
- في بداية مسيرتها، واجهت العديد من الصعوبات عندما تحدى العمال في مواقع البناء سلطتها أو معرفتها بسبب جنسها.[6]
- في عام 1969، تم انتخاب لاري كعضو من المعهد الملكي للمهندسين المعماريين البريطانيين.[7]
- وتضمنت مشاريع لاحقة لها الإسكان، مثل إسكان أنجوري باغ (1978)، والمباني التجارية، مثل فندق تاج محل (1981)، والمركز المالي والتجاري (1989)، وقصر رئاسة نفط باكستان (مقر الشركة) (1991) في كراتشي.[5]
- تقاعدت لاري في عام (2000) من الممارسة المعمارية.[8] ومع ذلك، بقيت نشطة حيث أصبحت مستشارا لمشروع اليونسكو، والمدير التنفيذي لشركة زوجها الغير ربحية والتي شاركت في تأسيسها مع زوجها سهيل زهير تم اطلاق على لاري لقب مؤسسة التراث، ورئيس مبادرات كارافان.[8]
- جاءت لاري مع نظام مأوى الخيزران في المناطق المتضررة من الزلزال عام (2005) وهي رخيصة البناء، ولها أثر كربون منخفضة. بنيت مع الطوب اللبن وجدران من الطين ويتم دعمها بأعواد الخيزران التي تمر عبر الجدران، وهي كلها مواد متوفرة بشكل محلي.[9]
- قامت لاري ببناء ما يقرب من 2000 وحدة مأوى مستدامة عن طريق العمل مع العمل مع الهندسة المعمارية من أجل الإنسانية، نوكيا وجمعية باكستان السويسرية، التي تأمل أن يساعدوا في تعزيز ونشر التصميم الأخضر في باكستان.[9]
- قامت ياسمين لاري ببناء 36000 منزل للمتضررين من الفيضانات في باكستان والزلازل منذ عام (2010). تطبق لاري تقنيات البناء التقليدية والمواد المحلية في إعادة بناء منطقة وادي سيندها بباكستان.[10]
- عرضت لاري مباني منخفضة الارتفاع، في عمل مجتمعي آخر، والذي تضمن الساحات والمدرجات حيث يمكن للمرأة أن تنفذ الأعمال المنزلية، زراعة الخضروات، وتربية الدجاج، وقد صنعت تصاميم تمكن النساء من مشاهدة الأطفال يلعبون.[9]
- في عام (2013) ساعدت القرويين في منطقة أواران الذين كانوا تضررا من زلزال بلوشستان.[10]

## مواقفها
في عام 2025 ، رفضت لاري قبول جائزة مرموقة من منظمة "إسرائيلية" احتجاجًا على الانتهاكات والجرائم التي يرتكبها الاحتلال الإسرائيلي بحق الشعب الفلسطيني، وخاصة في قطاع غزة. وقالت صحيفة "إكسبريس تريبيون" الباكستانية إن المنظمة التي تقدم سنويًا جائزة لأفضل العلماء في مجال الهندسة المعمارية، اختارت المهندسة لاري هذا العام لتكريمها، لكن لاري وهي أول مهندسة معمارية باكستانية وحائزة على العديد من الجوائز العالمية، قررت بشكل قاطع رفض استلام الجائزة. وقالت: "نظرًا لما يحدث في غزة، فإن قبول هذه الجائزة غير مسموح به".

## اقتباسات
- في وقت سابق درسنا الكتب التي قدمها البريطانيون لنا. وقمنا نحن الآن بكتابة بعض الكتب الخاصة بنا. نحن بحاجة لكتابة الكثير من الكتب الخاصة بنا. لأن تفسيرنا سيكون مختلف. لدينا الكثير مما يجب عمله، إذا كنا نريد أن تتصل الهندسة المعمارية لدينا مع واقعنا.[9]
- كثيرا ما كنت أقول لزملائي، دعونا لا نعامل الأسر المتضررة من الكوارث والمعوزين، كمن يحتاجون إلى الصدقات. بدلا من ذلك دعونا نمنحهم الاحترام الواجب ونعاملهم كما نعامل عميل قطاع الشركات.[9]
- «العمل الذي أشارك فيه الآن مختلف جدا» ، تقول لاري، التي أسست مؤسسة التراث الإنساني الغير ربحية مع زوجها في عام 1980.[9]
- عندما نتدرب كمهندسين معماريين، يتم تدريسنا ان الهندسة المعمارية هي مثل الله لأنك تقوم بخلق الأشياء. ونتيجة لذلك، تشعر بالغرور. كما تعتقد أن لا أحد يمكنه أن يفعل ما تفعله. عملي الآن هو شيء آخر. انه عالم آخر الذي أعمل فيه.[9]

## أعمالها المعمارية
- إسكان ضباط البحرية، كراتشي [12]
- إسكان أنجوري باغ (المعروف أيضا باسم إ أ ب) (1978) [12]
- فندق تاج محل، كراتشي (1981) [12]
- مركز التجاري المالي (المعروف أيضا باسم بناء م ت م)، كراتشي (1989) [12]
- قصر رئاسة نفط باكستان (مقر الشركة)، كراتشي (1991) [12]

## مطبوعات دار النشر
بعض منشورات ياسمين لاري تتضمن:
- الأحياء الفقيرة والمستوطنات العشوائية: دورها وتحسين الاستراتيجية
- تراثنا في العمارة الإسلامية
- ثارباركر وسيالكوت بعد الحرب
- 1993 - الهندسة المعمارية التقليدية لثاتا [13]
- 1997 - المدينة المزدوجة: كراتشي خلال راج (كتبت بالاشتراك مع ابنها، ميخائيل لاري)
- 2001 - كراتشي: تفسير دليل المدينة (التصوير من قبل زوجها، سهيل زهير لاري)

## الجوائز
- في عام 2002، تلقت مؤسسة التراث جائزة تقدير من منظومة الأمم المتحدة في باكستان لجهودها ونتائجها.[5]
- في عام 2006، منحت نجمة التميز، واحدة من أرفع الجوائز المدنية، من قبل حكومة باكستان تقديرا لخدماتها لهذه المهنة والحفاظ على التراث المعماري.[14]
- في عام 2011، تلقت الجائزة الباكستانية «جائزة الدهشة كالمرأة الأولى للعام».[15]
- في عام 2023، حصلت على جائزة "الذهبية الملكية" لعام 2023، التي منحت لها تقديرًا لمساهماتها في المجال الهندسي والإنساني، لتصبح بذلك ثاني امرأة في التاريخ تحصد هذه الجائزة بعد المهندسة العراقية البريطانية زها حديد.[16]